# Бобыльщина (Жарковский район)
Бобыльщина — деревня в Жарковском районе Тверской области. Входит в состав Жарковского сельского поселения (центр — деревня Зеленьково).

## География
Деревня расположена в северной части района, на расстоянии 35 км к северу от пгт Жарковский. Ближайший населённый пункт — деревня Лукьяново.

## История
На карте РККА 1923—1941 годов обозначена деревня Бабыльщина. Имела 11 дворов. Рядом располагалась исчезнувшая в настоящее время деревня Черенки.
В 1995 году в деревне проживало 2 человека.

## Население
| 2010 |
| ---- |
| 0    |

Согласно результатам переписи 2002 года, постоянное население деревни также отсутствовало.